# Улричит
Улричит — рідкісний мінерал, водний фосфат урану (CaCu(UO2)[PO4]2·4H2O).

## Етимологія та історія
Вперше описаний у 1988 році для зразків із гранітного кар'єру Lake Boga, озеро Бога, Вікторія, Австралія. Мінерал названий на честь Георга Г. Ф. Ульріха (1830—1900), австралійського державного геолога 19-го століття та інспектора шахтного департаменту.

## Загальний опис
Мінерал кристалізується у вигляді моноклінних призм, які утворюються у вигляді яблучно-зелених голчастих променистих кластерів. Він радіоактивний і виявляє сильну жовту флуоресценцію під ультрафіолетовим світлом.
Улричит має вторинне походження в гранітних пегматитах, де його знаходять у міаролових порожнинах. Трапляється в асоціації з бірюзою, халькосидеритом, кириловітом, торбернітом, лібетенітом, самплеїтом, салеїтом і флюоро-апатитом.
Типова місцевість на озері Бога є єдиним зареєстрованим випадком, типовий зразок знаходиться в Музеї Вікторії, Мельбурн, Австралія, під № M38576.

## Зауваги
1. ↑  З огляду на німецьке походження Ґеорґа Гайнріха Фрідріха Ульріха, на честь якого названий мінерал, правильною назвою мала б бути "ульріхіт"